# キイチビール&ザ・ホーリーティッツ
キイチビール＆ザ・ホーリーティッツ（キイチビール アンド ザ ホーリーティッツ）は、日本の音楽バンド。

## 来歴
2016年4月にライブ活動をはじめた、東京の5人組ロックバンド。2016年6月発売1st EP「俺もハイライト」/1stミニアルバム「世の中のことわからない」が全国的に評判となり完売。また各地のライブハウスを賑わす。2017年夏、ふたつのフェス系コンテストを勝ち抜き、ROCK IN JAPAN FESTIVAL、SUMMER SONICに出演。
- 2019年6月末、キイチビールが自律神経失調症を発症し、活動休止。
- 2019年7月、コーラスのKDがソングライティング・ボーカル・ギターを務める。4人体制での活動を開始。
- 2021年10月8日、2021年をもって解散することを発表した。

## メンバー
- キイチビール　(ボーカル, ギター)　岩手県出身。本名は村上貴一。
- KD　(ボーカル, ギター, 作詞・作曲, コーラス)
- 橋本＝タフネス＝樹　(ベース, コーラス)
- りょう　(キーボード, シンセサイザー)
- タカヒロ　(ドラム)

KD以外のメンバーは駒澤大学のジャズサークルの先輩後輩同士。

## ディスコグラフィー

### シングル
|                      | 発売日         | タイトル                                | 規格品番  | 収録曲 | 備考             |
| -------------------- | -------------- | --------------------------------------- | --------- | --- | ---------------- |
| 1st EP               | 2016年06月09日 | 俺もハイライト                          | KBHT-0001 | 1. キイチビールのテーマ [1:28] 2. ホーリーティッツ [3:32] 3. かっぱえびせん [4:11] 4. いっぱい寝た [7:18]            | 1000枚限定。完売 |
| 7インチ              | 2017年11月03日 | パウエル                                | RHION-17  | 1. パウエル 2. キイチビールのテーマ                                                                                  |                  |
| 2nd EP               | 2018年1月19日  | Beginner's Luck                         |           | 1. たまらない夜 [3:58] 2. かっぱえびせん [4:11] 3. パウエル [4:22] 4. 世の中のことわからない [3:41] 5. 夏の夜 [3:37] | 入門編デジタルEP |
| 7インチ              | 2018年11月3日  | 透明電車が走る/平成がおわる             | KBHT-0004 | 1. 透明電車が走る 2. 平成がおわる                                                                                    |                  |
| 7インチ              | 2019年01月23日 | 今夜浮かれたい/こーかい                 | KBHT-0005 | 1. 今夜浮かれたい 2. こーかい                                                                                        |                  |
| 1st デジタルシングル | 2019年10月24日 | 夜明けをさがして/さよならともだち       | KBHT-0007 | 1. 夜明けをさがして 2. さよならともだち                                                                              |                  |
| 2nd デジタルシングル | 2020年05月13日 | 妄想デート/オールドな輝きの             | KBHT-0008 | 1. 妄想デート 2. オールドな輝きの                                                                                    |                  |
| 3rd デジタルシングル | 2020年10月07日 | ときのほうがく/ラッキークレイジーアワー | KBHT-0009 | 1. ときのほうがく 2. ラッキークレイジーアワー                                                                        |                  |

### アルバム
|          | 発売日         | タイトル               | 規格品番  | 収録曲 | 備考             |
| -------- | -------------- | ---------------------- | --------- | --- | ---------------- |
| 1st mini | 2017年10月09日 | 世の中のことわからない | KBHT-0002 | 1. はじめまして、キイチビール＆ザ・ホーリーティッツです。 2. 世の中のことわからない 3. 夏の魔法 4. 夏の夜 5. パウエル 6. ビールを用意しててね |                  |
| 1st Full | 2018年02月07日 | トランシーバ・デート   | KBHT-0003 | 1. たまらない夜 [3:58] 2. パウエル [4:22] 3. 世の中のことわからない [3:41] 4. プラスチックラブ [2:41] 5. ビールを用意しててね [3:50] 6. ロケット裸族 [3:17] 7. トランシーバ・デート [3:13] 8. 夏の夜 [3:37] 9. 東京タワー [4:23] 10. ちっちゃなハート [1:52]                                                            | オリコン最高93位 |
| 2nd Full | 2019年05月15日 | 鰐肉紀譚               | KBHT-0006 | 1. 鰐肉紀行 [3:09] 2. 今夜浮かれたい [3:02] 3. Tシャツ [4:00] 4. こーかい [2:17] 5. 日照りになれば裸になって [4:43] 6. 夜明けをさがして [4:03] 7. 平成がおわる ＜album take＞ [4:17] 8. 透明電車が走る [2:09] 9. 軽めな二人[2:03] 10. なんでも知ってる女の子 [3:18] 11. 終電でまた会おうぜ [1:41] 12. 海老肉志向 [1:41] |                  |
| 3rd Full | 2021年01月13日 | すてきなジャーニー     | KBHT-0010 | 1. ときのほうがく [4:06] remastered 2. オールドな輝きの [2:49] remastered 3. 妄想デート [3:25] remastered 4. ロッカマン通り [2:11] 5. ゆめみるころがおわっても [4:43] 6. 夜明けをさがして [3:29] remastered 7. すてきなジャーニー [4:39] 8. ラッキークレイジーアワー [2:09] remastered                                  |                  |

## ミュージックビデオ
| 公開日     | 監督                 | 曲名                   | 備考 |
| ---------- | -------------------- | ---------------------- | ---- |
| 2016/04/19 | キイチビール         | キイチビールのテーマ   |      |
| 2017/01/05 | 元(@tya__han)        | ハンモック             |      |
| 2017/03/11 | 元(@tya__han)        | パウエル               |      |
| 2017/09/06 | ミラーレイチェル智恵 | 夏の夜                 |      |
| 2017/10/09 | 山辺真美             | 世の中のことわからない |      |
| 2018/01/19 | ミラーレイチェル智恵 | たまらない夜           |      |
| 2018/02/16 | 山辺真美             | トランシーバ・デート   |      |
| 2018/10/10 | ミラーレイチェル智恵 | 透明電車が走る         |      |
| 2019/01/10 | 元                   | 今夜浮かれたい         |      |
| 2019/02/22 | 佐藤賢国             | こーかい               |      |
| 2019/04/25 | 加藤マニ             | 鰐肉紀行               |      |
| 2019/10/11 | 根岸里紗             | 夜明けをさがして       |      |
| 2020/05/12 | 小田島等             | 妄想デート             |      |
| 2020/10/06 | 加藤マニ             | オールドな輝きの       |      |
| 2020/12/22 | 元                   | すてきなジャーニー     |      |

## ヘビーローテーション/パワープレイ

### テレビ
| 起用年 | 曲名     | ヘビーローテーション/パワープレイ              |
| ------ | -------- | ---------------------------------------------- |
| 2019年 | 鰐肉紀譚 | スペースシャワーTV ミドルローテーション「it!」 |

## 主なライブ

### ワンマンライブ・主催イベント
- 2017年10月09日 - キイチビール&ザ・ホーリーティッツ1stミニアルバムリリースパーティー「世の中のことわからない」
w/TENDOUJI / カネコアヤノ
- 2018年02月08日 - キイチビール&ザ・ホーリーティッツ 1st album「トランシーバ・デート」リリースパーティー
w/MONO NO AWARE / ホフディラン / 台風クラブ
- 2018年03月08日〜03月24日 - 1st full album『トランシーバ・デート』リリースツアー
w/Koochewsen / ナードマグネット / Gateballers / SUNNY CAR WASH / YAOYOROS
- 2018年8月28日〜9月28日 - キイチビール&ザ・ホーリーティッツ 秋の東名阪ツアー"透明電車が走る"
- 2019年2月7日〜2月16日 - 7inchアナログシングル「今夜浮かれたい」発売記念 キイチビール&ザ・ホーリーティッツ冬の東名阪2マンツアー『今夜浮かれたい』
- 2019年11月3日 - キイチビール&ザ・ホーリーティッツ presents「深まる秋のダブダブエックス祭り」

### 出演イベント
- 2016年07月04日 - IMPACT
- 2016年12月03日 - 下北沢にて'16
- 2017年03月18日 - えーじゃないか
- 2017年05月27日 - Shimokitazawa SOUND CRUISING 2017
- 2017年07月01日 - 見放題2017
- 2017年07月16日 - GFB'17
- 2017年07月23日 - SUMMERズボップくん2017
- 2017年08月12日 - ROCK IN JAPAN FESTIVAL 2017(RO JACK優勝)
- 2017年08月20日 - SUMMER SONIC 2017(出れんの!?サマソニ!?GARDEN STAGE賞受賞)
- 2017年08月27日 - ナノボロフェスタ2017
- 2017年09月18日 - TOKYO CALLING 2017
- 2017年11月05日 - 秋のYOIMACHI
- 2017年11月11日 - ビクターロック祭り 番外編 Dog Run Circuit'17
- 2017年11月25日 - 愛はズボーン presents 「アメ村天国2017」
- 2017年12月02日 - 下北沢にて'17
- 2017年12月17日 - BAND WAGON 2017
- 2018年01月25日 - NEXTO 中日本 2018 supported by @FM「ROCK YOU!」
- 2018年02月08日 - 見放題東京2018
- 2018年03月11日 - TENJIN ONTAQ 2018
- 2018年03月25日 - IMAIKE GO NOW 2018
- 2018年04月22日 - FM NORTH WAVE & WESS presents IMPACT!XIII
- 2018年05月26日 - Shimokitazawa SOUND CRUISING 2018
- 2018年06月03日 - SAKAE SP-RING 2018
- 2018年06月16日 - YATSUI FESTIVAL! 2018
- 2018年06月30日 - SUMMER TIME LOVER CIRCUIT「サマラバ!」2018
- 2018年07月07日 - 見放題2018
- 2018年07月15日 - JAPAN'S NEXT 渋谷JACK 2018 SUMMER
- 2018年07月16日 - GFB'18
- 2018年08月09日 - 夏のVIVA YOUNG! 2018 5DAYS ～夏草のにおい～
- 2018年08月21日 - red cloth 15th ANNIVERSARY
- 2018年08月30日 - RADIO BERRY ベリテンライブ2018～HEAVEN'S ROCK Utsunomiya VJ-2～
- 2018年08月31日 - マカロニえんぴつのマカロックおかわりツアー～しめのデザート篇～
- 2018年09月02日 - UDO ARTISTS 50th Anniversary 夏の魔物2018 in TOKYO
- 2018年09月16日 - TOKYO CALLING 2018
- 2018年10月06日 - MEGA☆ROCKS 2018
- 2018年10月08日 - MINAMI WHEEL 2018
- 2018年10月10日・11日 - THEラブ人間リリースツアー「210.8MHz」
- 2018年10月16日 - Amazon Fashion Week TOKYO 2019SS"with SPACE SHOWER 『FUZZNATION』 ～欲望を、恥じるな。～
- 2018年10月20日 - グッバイフジヤマ「高円寺でぶっとばす」
- 2018年10月27日 - ボロフェスタ2018 vol.夜露死苦
- 2018年11月03日 - 武蔵大学 第66回 白雉祭
- 2018年11月04日 - SHIBUYA MUSIC PARTY 「レコードの日」×「GO!GO!ARAGAIN」リリースパーティ～ネクスト・ジェネレーションによる大瀧詠一作品カヴァーLP『GO! GO! ARAGAIN』リリース記念ライブ～
- 2018年11月04日 - Scramble Fes 2018
- 2018年11月10日 - NEWTOWN 2018
- 2018年11月15日 - TENDOUJI 爆発ツアー
- 2018年12月01日 - 下北沢にて'18
- 2018年12月09日 - JAPAN'S NEXT 渋谷 JACK 2018 WINTER
- 2018年12月12日・21日 - The Songbards「The Places Release Tour」
- 2019年03月02日 - 見放題東京2019
- 2019年03月23日 - HIROSHIMA MUSIC STADIUM -ハルバン'19-
- 2019年03月24日 - SANUKI ROCK COLOSSEUM 2019 -MONSTER baSH × I RADIO786-
- 2019年04月06日 - SYNCHRONICITY'19
- 2019年04月12日 - RADIO BERRY 25th ANNIVERSARY haruberrylive2019
- 2019年05月18日・19日 - グッバイフジヤマ「地獄からの脱出ツアー」
- 2019年05月31日 - 森、道、市場 2019
- 2019年06月15日 - YATSUI FESTIVAL! 2019
- 2019年07月06日 - 見放題2019
- 2019年07月13日 - JAPAN'S NEXT 渋谷JACK 2019 SUMMER
- 2019年07月14日 - GFB'19
- 2019年07月20日 - BAYCAMP KOBE 2019
- 2019年08月08日 - 夏のVIVA YOUNG!2019 5DAYS～25祭「夢で逢えたら」
- 2019年08月11日 - オハラ☆ブレイク '19夏
- 2019年08月28日 - RADIO BERRY 25th ANNIVERSARY ベリテンライブ2019
- 2019年09月07日 - OTODAMA'18-'19～音泉魂～
- 2019年09月15日 - TOKYO CALLING 2019
- 2019年09月15日 - BAYCAMP 2019
- 2019年09月28日 - 夏の魔物2019 in SAITAMA 2DAYS
- 2019年10月05日 - MEGA☆ROCKS 2019
- 2019年10月17日 - Gateballers「3rd ALBUM『Infinity mirror』レコ発ツアー」
- 2019年11月09日 - 愛はズボーンpresents 「アメ村天国2019」
- 2019年12月08日 - 下北沢にて'19
- 2019年12月15日 - BAND WAGON 2019
- 2019年12月20日 - 年末調整GIG 2019
- 2020年01月12日 - 新年会in新FANDANGO!